# Приволзька височина

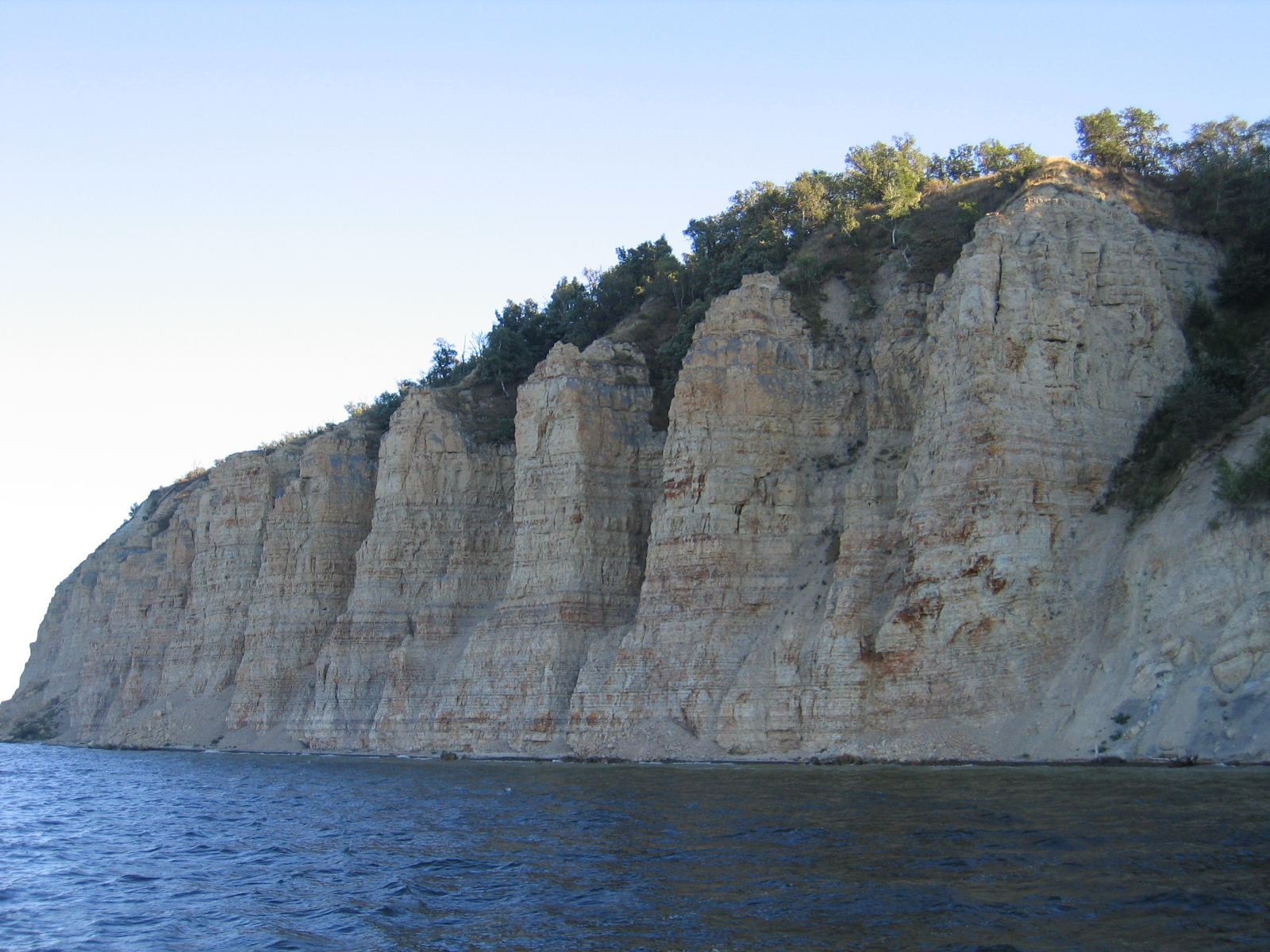
Столбичі, правий берег Волги — природний парк Щербаківський, Волгоградська область

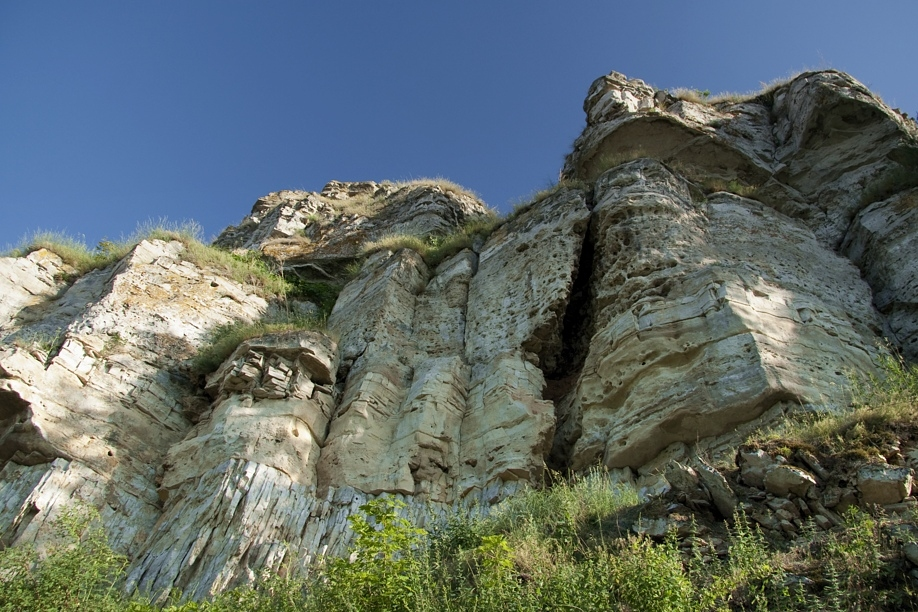
Жигулі, Самарська область

Приво́лзька височина (рос. Приво́лжская возвы́шенность) — височина вздовж правого берега Волги, частина Східно-Європейської рівнини, прямують від міста Нижній Новгород до міста Волгоград. На заході обмежена Оксько-Донською рівниною. На більшій частині території височина складена порівняно легко руйнуючимися гірськими породами: пісками, глинами, мергелями, крейдами, опоками, що відносяться до юри, крейди та палеогену. В районі Самарської Луки, а також на окремих локальних ділянках (біля Саратова тощо) виходять міцніші і давніші породи — кам'яновугільні та пермські вапняки і доломіти. Серед палеогенових відкладень — шари міцних піщаників. Кристалічний фундамент глибоко опущений (понад 800 м).

## Рельєф
Приволзька височина круто, місцями уступами, обривається до Волги і полого знижується до Оксько-Донської низовини. Приволзьку височину, особливо її волзький схил, розсікають численні балки і яри, створюючи сильну пересіченість місцевості. Окремі частини високого волзького схилу називають горами. Місцями широкий розвиток отримали карстові форми рельєфу. Територія сильно розорана.
У північній частині Приволзької височини, де її обперезає широтний відрізок Волги, переважають висоти 150-180 м. Тут виділяють Горьковсько-Мордовське плато на північному заході та Чуваське плато на північному сході. У напрямку на південь висоти збільшуються і на широті Ульяновська досягають у багатьох місцях 200 м, а південніше — в верхів'ях Сури, а також в Жигулях — окремі височини перевищують 300 м. Їх площі збільшуються до верхів'їв Ведмедиці. Найвища точка Приволзької височини — 381 м — розташована в Жигулівських горах, в безпосередній близькості від Волги. Аналогічні висоти є у Хвалинських горах (369 м), на Гуссельському кряжі на північ від Камишина (359 м). Південніше Камишина Приволзька височина поступово знижується, і біля Волгограда провідне тло створюють поверхні з висотами в 125-130 м. Ширина Приволзької височини в північній її частині значно більше, ніж в південній. На широті Жигулів зі сходу на захід вона має завширшки понад 500 км, в той час, як біля Волгограда її ширина не перевищує 60 км.

## Гідрографія
Приволзькою височиною прямує Волзько-Донський вододіл. У північній частині височини вододільна лінія прямує далеко від Волги — на захід від Сури. У південній частині лінія підходить до річки майже впритул, так що волзький схил і донський виявляються розвиненими надзвичайно неоднаково. На Приволзькій височині беруть початок або протікають такі великі річки, як Сура, Свіяга, Мокша, Хопер, Ведмедиця, Іловля тощо.